# Neufmesnil
Neufmesnil település Franciaországban, Manche megyében. Lakosainak száma 174 fő (2022. január 1.). Neufmesnil Doville, La Haye, Montsenelle és Varenguebec községekkel határos.

## Népesség
A település népességének változása:
| Lakosok száma | 176  | 173  | 156  | 174  | 196  | 201  | 193  | 180  | 178  | 174  |
|               | 1968 | 1982 | 1990 | 2006 | 2013 | 2015 | 2017 | 2019 | 2020 | 2022 |